# Zastosowanie ultradźwięków w medycynie
Zastosowanie ultradźwięków w medycynie – metody diagnostyczne i terapeutyczne wykorzystujące ultradźwięki mają szerokie zastosowanie w medycynie. Metody te upowszechniły się od początku lat 70. XX wieku.

## Zastosowanie diagnostyczne
- Ultrasonografia (USG) to badanie narządów wewnętrznych za pomocą fal ultradźwiękowych. Metoda diagnostyczna jest oparta na zjawisku echa ultradźwiękowego. Informacje uzyskane tą metodą mogą być przedstawione na ekranie oscyloskopowym w postaci impulsów, lub w postaci obrazu rozkładu tkanek normalnych i patologicznych. Ultrasonograf holograficzny (ultradźwiękowy), biopsja pod kontrolą USG.

Ultrasonografia zdobyła szczególną popularność w badaniach serca (echokardiografia), badaniach naczyń krwionośnych metodą ultrasonografii wewnątrznaczyniowej oraz w badaniach prenatalnych.

## Zastosowanie terapeutyczne
W urologii zastosowanie metody litotrypsji polega na zogniskowaniu wiązki ultradźwięków na kamieniach nerkowych w celu ich skruszenia. 
W okulistyce do operacji zaćmy tzw. metodą fakoemulsyfikacji. Fale ultradźwiękowe rozbijają zmętniałe jądro soczewki, którego kawałki zostają zasysane - usuwane z oka. Zabieg jest szybki, bezbolesny, lecz jak każdy zabieg obarczony ryzykiem powikłań.
W fizykoterapii.

## Zastosowanie praktyczne
W laboratoriach, medycynie, produkcji chemicznej:
- do mycia szkła laboratoryjnego o skomplikowanych kształtach i niewielkich otworach np. igieł, rurek (od średnicy wew. 0,3 mm), kapilar, stożków Imhoffa, końcówek pipet, wężownic, tłuszczomierzy itp., mycie przedmiotów metalowych i plastikowych, takich jak kuwety bioanalizatorów, sita granulometryczne o mikrometrowych oczkach, mycie filtrów i pierścieni ceramicznych
- mycie narzędzi medycznych (w tym laparoskopowych) i stomatologicznych, protetyka
- przetworniki ultradźwiękowe umieszczone w rurociągu zapobiegają osadzaniu się zanieczyszczeń na sondach przyrządów pomiarowych

Myjnie, pełniąc funkcję łaźni ultradźwiękowych, pozwalają:
- odgazowywać roztwory chromatograficzne lub absorpcyjne
- umożliwiają tworzenie emulsji albo dyspergowanie ciał stałych w cieczach
- przyspieszają przebieg reakcji chemicznych, zwłaszcza syntez organometalicznych

## Zastosowanie w technikach badawczych
Sonikacja komórek lub ich składników (organella) ma za zadanie ich rozbicie.
Sonikacja chromatyny ma na celu rozbicie jej na pojedyncze histony.

Przeczytaj ostrzeżenie dotyczące informacji medycznych i pokrewnych zamieszczonych w Wikipedii.